# Sienite
La sienite è una roccia magmatica plutonica intermedia, di composizione - relativamente ai minerali sialici - simile ai graniti, ma diversamente da questi ultimi è priva di quarzo o con quantità di quarzo relativamente piccole (<5% del volume totale della roccia). Il colore varia dal bruno al grigio e al violaceo (determinato dai cristalli di feldspato potassico). La tessitura è olocristallina faneritica, e può variare dall'equigranulare alla porfirica.

## Etimologia
Il suo nome deriva da Siene, nome antico dell'odierna Assuan in Egitto, dove esistono grandi cave, sfruttate fin dall'antichità, di una roccia in realtà granitica, più che sienitica.

## Caratteri mineralogici e varietà
Le sieniti sono caratterizzate dalla prevalenza di uno o due feldspati alcalini. Un unico feldspato, che di norma è un ortoclasio pertitico (ovvero con smistamenti lamellari di albite all'interno), è tipico delle cosiddette sieniti "ipersolvus", ovvero cristallizzate in condizioni di bassa pressione e in assenza d'acqua. Se sono presenti due feldspati, uno è un ortoclasio pertitico e l'altro e un'albite antipertitica (ossia con smistamenti lamellari di ortoclasio all'interno). Ciò si verifica nelle cosiddette sieniti "subsolvus", ossia cristallizzate in condizioni di più alta pressione e in presenza d'acqua.

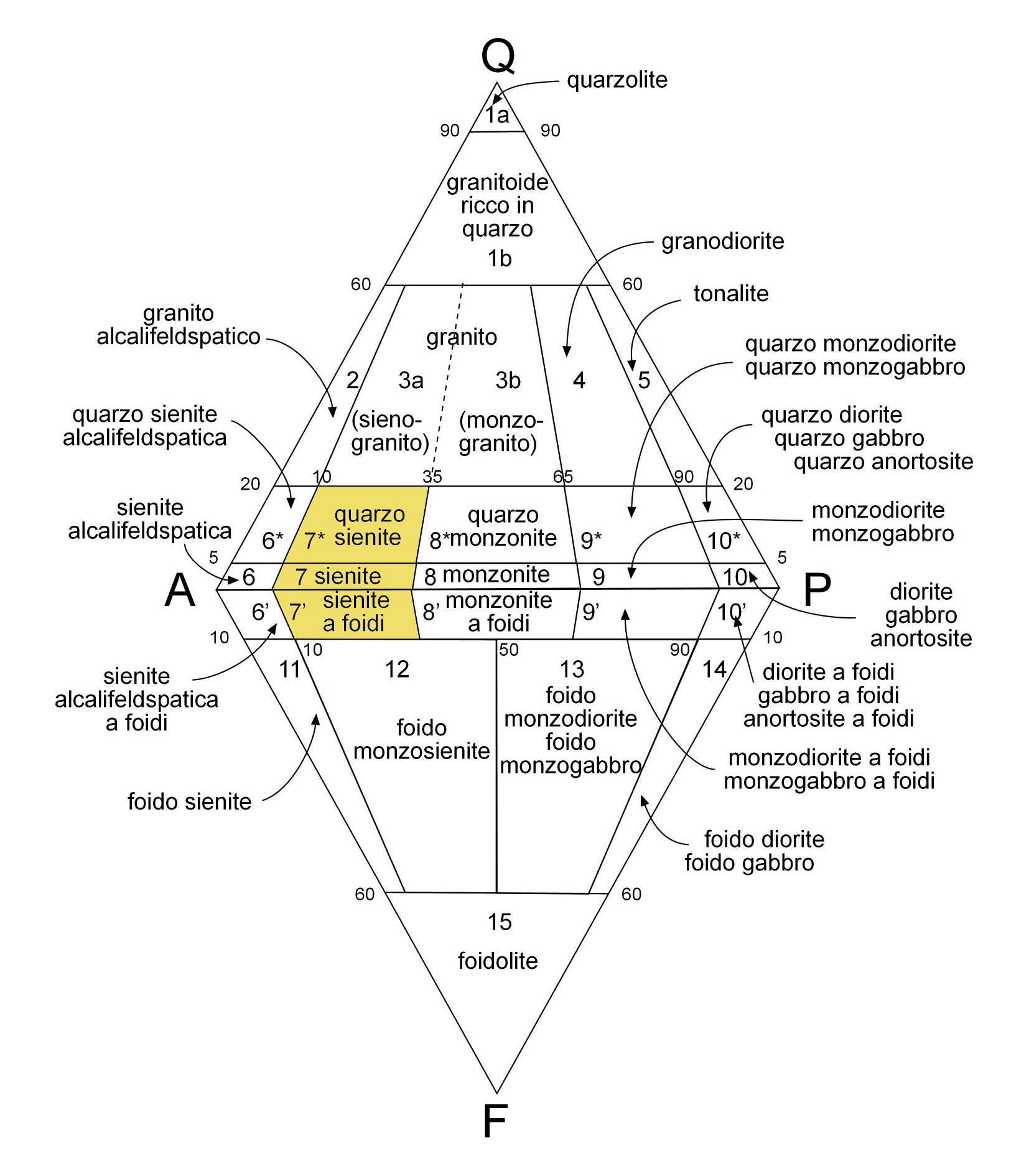
Posizione della sienite nel doppio triangolo QAPF

Nelle sieniti il plagioclasio è presente in quantità comprese tra il 10 e il 35% in volume del totale dei feldspati, che da soli costituiscono più del 65% della roccia. Ai feldspati sono associati uno o più minerali ferro-magnesiaci, di solito anfiboli (orneblenda), biotite, più raramente Pirosseni (egirin-augite e/o egirina). Il quarzo, se presente, è interstiziale. Elementi accessori possono essere ossidi di ferro, zircone, apatite e titanite.
Le quarzo-sieniti hanno quarzo compreso tra il 5 e il 20% in volume, le sieniti a foidi contengono fino al 10% in volume di feldspatoidi (solitamente nefelina) e/o olivina.
Rappresentanti effusivi dei magmi sienitici sono i porfidi non quarziferi, che sono delle forme paleovulcaniche e molto rare, e le trachiti non quarzifere, che sono invece forme neovulcaniche e più diffuse, ma che di solito hanno colorazione chiara e struttura porfirica. Queste ultime sono notevolmente presenti nei Colli Euganei, sul monte Amiata, nei Monti Cimini e nei Campi Flegrei.

## Composizione chimica e norma
|       | % in peso |
| ----- | --------- |
| SiO2  | 59,63     |
| TiO2  | 0,86      |
| Al2O3 | 16,94     |
| Fe2O3 | 3,09      |
| FeO   | 3,18      |
| MnO   | 0,13      |
| MgO   | 1,90      |
| CaO   | 3,59      |
| Na2O  | 5,33      |
| K2O   | 5,04      |
| P2O5  | 0,30      |

|            | % in peso |
| ---------- | --------- |
| Quarzo     | 0,83      |
| Ortoclasio | 44,34     |
| Albite     | 35,42     |
| Anortite   | 7,24      |
| Diopside   | 5,35      |
| Iperstene  | 4,16      |
| Magnetite  | 4,41      |
| Ilmenite   | 1,60      |
| Apatite    | 0,70      |

## Origine dei magmi sienitici
Le sieniti possono formare piccoli corpi plutonici isolati, ma più frequentemente si trovano a ridosso di masse granitiche e anortositiche, con le quali sono coeve, il che fa pensare che abbiano un'identità genetica con queste ultime. Nel plutone granitico-sienitico-monzonitico della Valle Cervo (vedi più in basso), Bigioggero B. e Tonesi A. (1988), sulla base dei rapporti 87Sr/86Sr riscontrati su 31 campioni, hanno ipotizzato per i magmi granitici e sienitico-monzonitici un'unica sorgente, in un mantello reso anomalo, durante la subduzione, dall'interazione con un componente crostale. Per generare una sienite da un magma granitico, un evento profondo deve rimuovere dal fuso molta silice ed aggiungere sensibili quantità di magnesio, ferro, titanio, manganese, calcio e sodio. Salendo il magma, quindi, dovrebbe incontrare e assimilare elementi di rocce crostali più ricche di minerali ferro-magnesiaci e/o carbonati, rilasciando fluidi ricchi di SiO2.
Secondo i calcoli di Chapman & Williams (1935) è possibile generare, per cristallizzazione frazionata e differenziazione gravitativa, magmi monzonitici e sienitici partendo da un liquido basaltico, il che spiegherebbe l'associazione tra sieniti e anortositi, anch'esse ritenute derivate da fusi basaltici per differenziazione gravitativa.

## Distribuzione e utilizzo
In Italia:

- La sienite in Italia si trova nel plutone terziario e postorogenico di Biella[3], nella media Valle Cervo (Piemonte), dove forma un ampio anello discontinuo (20% dell'area totale) intorno al nucleo centrale di granito porfirico[4].
- Masse minori, associate alle prevalenti monzoniti, si trovano nel piccolo plutone triassico di Predazzo, nella Valle di Fiemme (Trentino).

In Europa:

- In piccoli corpi in Svizzera, Germania, Norvegia, Portogallo, Svezia, a Plovdiv, Bulgaria, a Ditrău, in Romania e nelle Malvern Hills, nel Regno Unito.
- Nella provincia alcalina della penisola di Kola in Russia, dove esistono due giganteschi corpi di sienite nefelinica che compongono il massiccio del Lovozero e le montagne Khibiny.

Nelle Americhe:

- Nei fiordi di Paatusoq e Kangerluluk (Groenlandia sudorientale), dove una baia all'interno di quest'ultima (Syenitbugt) e un promontorio (Syenitnæs) prendono il nome dalla roccia.
- In USA la sienite è presente soprattutto in Arkansas e Montana. Anche gli stati del New England ne hanno quantità considerevoli. Il "grande dicco sienitico" (The Great Syenitic Dike) si estende nella Carolina del Sud da Hanging Rock, attraverso Taxahaw fino alle miniere di Brewer e Edgeworth. Nel Michigan si trovano ciottoli di sienite a sodalite, portati dai ghiacciai quaternari dal Canada; hanno preso il nome commerciale di yooperlite.
- In Canada.

In Asia:

- Corpo sienitici si trovano in varie parti dell'India.

In Africa:

- Ad Assuan, in Egitto, e in Malawi, nella Riserva della foresta montana di Mulanje.

In Oceania:

- In Australia la sienite si presenta come piccoli corpi intrusivi in quasi tutti gli stati.

La sienite è usata come pietra ornamentale. Tagliata in lastre lucidate, si usa per pavimentazioni, rivestimenti murali, monumenti funebri. A Biella fu tipicamente utilizzata come parte portante dei balconi, in lastre di spessore mai superiore ai 10 cm che non hanno mai richiesto manutenzione o riparazioni, esenti come sono da cavillature che le rendano aggredibili dal gelo e dotate di una resistenza meccanica ed agli urti ai massimi livelli tra i materiali lapidei.  Viene anche ridotta in blocchetti per selciati e lastricati stradali. In Italia fu estratta dal 1830 al 1980 nella cava della Balma e in altre minori, in Valle Cervo. Della sienite della Balma sono fatti la base della Statua della libertà a New York e parte del pavimento e delle colonne dei portici di Via Roma e Via Garibaldi a Torino. Attualmente esiste una sola cava attiva: nel territorio di San Paolo Cervo, sulla strada che dal Santuario di San Giovanni d'Andorno porta alla Galleria Rosazza